# Comté de Presque Isle
Pour les articles homonymes, voir Presque Isle.
Le comté de Presque Isle (Presque Isle County en anglais) est un comté américain situé dans l'extrême nord-est de la péninsule inférieure de l'État du Michigan, sur la rive du lac Huron. Son siège est à Rogers City. Selon le recensement des États-Unis de 2010, sa population s'élève à 13 376 habitants. 

## Géographie

### Charactéristiques
Le comté couvre une superficie de 6 663 km2, dont 1 710 km2 de terres.
Il compte deux villes : Onaway et Rogers City.

### Comtés adjacents
- Comté d'Alpena (sud-est)
- Comté de Montmorency (sud-ouest)
- Comté de Cheboygan (ouest)

## Histoire
Le territoire du comté de Presque Isle est reconnu par l'explorateur français Étienne Brûlé et le père Jacques Marquette au début du XVIIe siècle.
Il doit sa toponymie aux trappeurs et coureurs des bois français et Canadiens français qui arpentent ensuite le Pays des Illinois à l'époque de la Nouvelle-France et de la Louisiane française.
Le comté est fondé en 1840 mais ne voit son gouvernement organisé qu'en 1871 puis réorganisé en 1875.